# Associazione Calcio Torino 1945-1946
Questa voce raccoglie le informazioni riguardanti l'Associazione Calcio Torino nelle competizioni ufficiali della stagione 1945-1946.

## Stagione
Terminato il campionato precedente nel luglio 1944, il Torino FIAT dopo diversi mesi di sosta, riprese l'attività nel periodo natalizio, quando disputò due derby a scopo benefico, per poi organizzare in primavera un torneo al quale parteciparono anche Juventus-Cisitalia, Filiale Italia, Lancia e Ispettorato del Lavoro. Quest'ultimo, i cui ricavi vennero destinati sempre in beneficenza, in mancanza di competizioni ufficiali, fu molto seguito e ebbe anche riscontro tecnico; tuttavia non fu concluso, dopo che nel secondo tempo del derby di ritorno tra FIAT e Cisitalia allo stadio Comunale, in cui era in palio anche la Coppa Pio Marchi, la partita fu sospesa per rissa.

## Rosa
| N. |                   | Ruolo | Calciatore          |
| -- | ----------------- | ----- | ------------------- |
|    | Italia (bandiera) | P     | Valerio Bacigalupo  |
|    | Italia (bandiera) | P     | Alfredo Bodoira     |
|    | Italia (bandiera) | D     | Aldo Ballarin       |
|    | Italia (bandiera) | D     | Virgilio Maroso     |
|    | Italia (bandiera) | D     | Sergio Piacentini   |
|    | Italia (bandiera) | D     | Mario Rigamonti     |
|    | Italia (bandiera) | C     | Eusebio Castigliano |
|    | Italia (bandiera) | C     | Giuseppe Grezar     |

| N. |                   | Ruolo | Calciatore            |
| -- | ----------------- | ----- | --------------------- |
|    | Italia (bandiera) | C     | Ezio Loik             |
|    | Italia (bandiera) | C     | Alfonso Santagiuliana |
|    | Italia (bandiera) | A     | Pietro Ferraris II    |
|    | Italia (bandiera) | A     | Guglielmo Gabetto     |
|    | Italia (bandiera) | A     | Oreste Guaraldo       |
|    | Italia (bandiera) | A     | Valentino Mazzola (c) |
|    | Italia (bandiera) | A     | Franco Ossola         |
|    | Italia (bandiera) | A     | Adriano Zecca         |

## Calciomercato
| Acquisti | Acquisti              | Acquisti    | Acquisti                 |
| R.       | Nome                  | da          | Modalità                 |
| -------- | --------------------- | ----------- | ------------------------ |
| P        | Valerio Bacigalupo    | Savona      | definitivo (160.000 £)   |
| P        | Filippo Cavalli       | Casale      | rientro                  |
| D        | Aldo Ballarin         | Triestina   | definitivo (1.600.000 £) |
| D        | Virgilio Maroso       | Alessandria | rientro                  |
| D        | Mario Rigamonti       | Brescia     | rientro                  |
| C        | Eusebio Castigliano   | Spezia      | definitivo (600.000 £)   |
| C        | Giuseppe Grezar       | Ampelea     | rientro                  |
| C        | Alfonso Santagiuliana | Vicenza     | definitivo               |
| C        | Giuseppe Vairo        | Casale      | rientro                  |
| A        | Oreste Guaraldo       | Cinzano     | definitivo               |
| A        | Romeo Menti II        | Milano      | rientro                  |
| A        | Adriano Zecca         | Liguria     | definitivo               |

| Cessioni | Cessioni             | Cessioni    | Cessioni   |
| R.       | Nome                 | a           | Modalità   |
| -------- | -------------------- | ----------- | ---------- |
| P        | Filippo Cavalli      | Como        | definitivo |
| P        | Luigi Griffanti      | Fiorentina  | rientro    |
| D        | Luigi Cassano        | Alessandria | definitivo |
| D        | Osvaldo Ferrini      | Como        | definitivo |
| C        | Fioravante Baldi III | Napoli      | definitivo |
| C        | Aldo Cadario         | Brescia     | rientro    |
| C        | Giacinto Ellena      | Alessandria | definitivo |
| C        | Cesare Gallea        | Brescia     | definitivo |
| C        | Paolo Giammarco      | Bari        | rientro    |
| C        | Giuseppe Vairo       | Alessandria | definitivo |
| A        | Romeo Menti II       | Fiorentina  | prestito   |
| A        | Silvio Piola         | Lazio       | rientro    |

## Risultati

### Divisione Nazionale

#### Girone Alta Italia

##### Girone di andata
| Arbitro: | Galeati (Bologna) |

|                            |           |          |
| Magni 40’ Piola 79’ (rig.) | Marcatori | 44’ Loik |

| Arbitro: | Carpani (Milano) |

|                                                               |           |  |
| Mazzola 13’ Ossola 31’ Loik 43’, 68’ (rig.) Guaraldo 51’, 56’ | Marcatori |  |

| Arbitro: | Bernardi (Bologna) |

|  |           |                                                      |
|  | Marcatori | 2’ Ferraris II 31’, 81’ Castigliano 64’, 87’ Mazzola |

| Arbitro: | Bergomi (Milano) |

|                                          |           |             |
| Loik 46’ Zaro 60’ (aut.) Ferraris II 61’ | Marcatori | 14’ Novello |

| Arbitro: | Camiolo (Milano) |

|                          |           |                    |
| Loik 24’ Ferraris II 30’ | Marcatori | 2’, 12’ Rebuzzi II |

| Arbitro: | Poggipollini (Ferrara) |

|  |           |                                        |
|  | Marcatori | 63’ Mazzola 77’ Ossola 82’ Ferraris II |

| Arbitro: | Bernardi (Bologna) |

|                                       |           |  |
| Loik 21’, 57’ (rig.) Mazzola 69’, 83’ | Marcatori |  |

| Arbitro: | Galeati (Bologna) |

|              |           |                      |
| Marchetti 2’ | Marcatori | 16’ Gabetto 67’ Loik |

| Arbitro: | Fornari (Bologna) |

|                        |           |  |
| Gabetto 25’ Ossola 68’ | Marcatori |  |

| Arbitro: | Bellè (Venezia) |

|  |           |                        |
|  | Marcatori | 44’ Gabetto 78’ Ossola |

| Arbitro: | Massironi (Milano) |

|                                             |           |  |
| Ossola 15’, 73’ Gabetto 40’ Ferraris II 75’ | Marcatori |  |

| Arbitro: | Zelocchi (Modena) |

|              |           |          |
| Candiani 61’ | Marcatori | 51’ Loik |

| Arbitro: | Bernardi (Bologna) |

|                    |           |                                  |
| Rebuzzi I 16’, 35’ | Marcatori | 32’ Ferraris II 71’, 72’ Gabetto |

##### Girone di ritorno
| Arbitro: | Bonivento (Venezia) |

|  |           |              |
|  | Marcatori | 84’ Ballarin |

| Arbitro: | Pizzato (Verona) |

|                                 |           |            |
| Ferraris II 18’ Castigliano 36’ | Marcatori | 20’ Parvis |

| Arbitro: | Carpani (Milano) |

|                                |           |          |
| Alberti 66’ (rig.) Pernigo 70’ | Marcatori | 46’ Loik |

| Arbitro: | Scorzoni (Bologna) |

|                 |           |                                         |
| De Filippis 85’ | Marcatori | 16’ Castigliano 37’ Gabetto 40’ Mazzola |

| Arbitro: | Buratti (Milano) |

|             |           |                 |
| Gabetto 57’ | Marcatori | 76’ Dalla Torre |

| Arbitro: | Galeati (Bologna) |

|                                |           |                                        |
| Gimona 32’ Ballarin 51’ (aut.) | Marcatori | 66’ Ossola 69’ Gabetto 80’ Castigliano |

| Arbitro: | Matucci (Seregno) |

|                                                  |           |  |
| Ferraris II 60’ Gabetto 66’, 87’ Castigliano 69’ | Marcatori |  |

| Arbitro: | Scotto (Savona) |

|                |           |  |
| Del Medico 86’ | Marcatori |  |

| Arbitro: | Bellè (Venezia) |

|                |           |  |
| Castigliano 4’ | Marcatori |  |

| Arbitro: | Agnolin (Bassano del Grappa) |

|                                     |           |  |
| Mazzola 5’, 63’ Loik 55’ Ossola 70’ | Marcatori |  |

| Arbitro: | Camiolo (Milano) |

|            |           |             |
| Presca 62’ | Marcatori | 87’ Gabetto |

| Arbitro: | Scotto (Savona) |

|             |           |  |
| Gabetto 43’ | Marcatori |  |

| Arbitro: | Zambotto (Padova) |

|                                              |           |  |
| Mazzola 13’, 36’ Gabetto 22’, 40’ Ossola 52’ | Marcatori |  |

#### Girone Finale

##### Girone di andata
| Arbitro: | Scorzoni (Bologna) |

|  |           |                                                                             |
|  | Marcatori | 5’ Castigliano 6’, 18’ Mazzola 7’ Ossola 8’ Ferraris II 15’ Loik 46’ Grezar |

| Arbitro: | Fois (Roma) |

|                                            |           |  |
| Mazzola 4’ Castigliano 12’ Ferraris II 79’ | Marcatori |  |

| Arbitro: | Galeati (Bologna) |

|  |           |                  |
|  | Marcatori | 22’, 28’ Gabetto |

| Arbitro: | Camiolo (Milano) |

|                                     |           |  |
| Ossola 39’ Castigliano 53’ Loik 67’ | Marcatori |  |

| Arbitro: | Galeati (Bologna) |

|             |           |  |
| Gabetto 30’ | Marcatori |  |

| Arbitro: | Dattilo (Roma) |

|                  |           |  |
| Piola 32’ (rig.) | Marcatori |  |

| Arbitro: | Bonivento (Venezia) |

|  |           |                                        |
|  | Marcatori | 53’ Santagiuliana 59’, 71’ Ferraris II |

##### Girone di ritorno
| Arbitro: | Bellè (Venezia) |

|                                        |           |                        |
| Grezar 37’ Castigliano 41’, 67’ (rig.) | Marcatori | 39’ (rig.), 51’ Amadei |

| Arbitro: | Bernardi (Bologna) |

|                                 |           |  |
| Grezar 31’ (aut.) Puricelli 51’ | Marcatori |  |

| Arbitro: | Gemini (Roma) |

|                                                        |           |               |
| Castigliano 6’, 79’, 60’ Loik 8’, 61’ Mazzola 13’, 86’ | Marcatori | 34’ Baldi III |

| Arbitro: | Poggipollini (Ferrara) |

|                  |           |                                 |
| Lenzi 80’ (rig.) | Marcatori | 3’ (aut.) Fusco 78’ Castigliano |

| Arbitro: | Scorzoni (Bologna) |

|                                                        |           |                            |
| Candiani 16’ (rig.), 60’, 40’ Fabbri 52’, 77’ Muci 85’ | Marcatori | 11’ Castigliano 67’ Grezar |

| Arbitro: | Galeati (Bologna) |

|             |           |  |
| Gabetto 19’ | Marcatori |  |

| Arbitro: | Gemini (Roma) |

|                                                                                         |           |            |
| Gabetto 14’, 41’, 40’ Castigliano 46’, 88’ Grezar 48’ Loik 69’ Ballarin 73’ Mazzola 79’ | Marcatori | 18’ Picchi |

## Statistiche

### Statistiche di squadra
| Competizione        | Punti | In casa | In casa | In casa | In casa | In casa | In casa | In trasferta | In trasferta | In trasferta | In trasferta | In trasferta | In trasferta | Totale | Totale | Totale | Totale | Totale | Totale | DR  |
| Competizione        | Punti | G       | V       | N       | P       | Gf      | Gs      | G            | V            | N            | P            | Gf           | Gs           | G      | V      | N      | P      | Gf     | Gs     | DR  |
| ------------------- | ----- | ------- | ------- | ------- | ------- | ------- | ------- | ------------ | ------------ | ------------ | ------------ | ------------ | ------------ | ------ | ------ | ------ | ------ | ------ | ------ | --- |
| Divisione Nazionale | -     | 20      | 18      | 2       | 0       | 66      | 9       | 20           | 12           | 2            | 6            | 42           | 23           | 40     | 30     | 4      | 6      | 108    | 32     | +76 |

### Statistiche dei giocatori
| Giocatore        | Divisione Nazionale | Divisione Nazionale |
| Giocatore        | Presenze            | Reti                |
| ---------------- | ------------------- | ------------------- |
| V. Bacigalupo    | 40                  | -32                 |
| A. Ballarin      | 39                  | 2                   |
| E. Castigliano   | 38                  | 20                  |
| Ferraris II      | 38                  | 12                  |
| G. Gabetto       | 35                  | 22                  |
| G. Grezar        | 35                  | 4                   |
| O. Guaraldo      | 11                  | 2                   |
| E. Loik          | 39                  | 16                  |
| V. Maroso        | 35                  | 0                   |
| V. Mazzola       | 36                  | 16                  |
| F. Ossola        | 30                  | 11                  |
| S. Piacentini    | 10                  | 0                   |
| M. Rigamonti     | 36                  | 0                   |
| A. Santagiuliana | 16                  | 1                   |
| A. Zecca         | 2                   | 0                   |